# 里 (上比利牛斯省)
里是法国上比利牛斯省的一个市镇，位于该省东南部，属于巴涅尔德比戈尔区。该市镇总面积1.89平方公里，2009年时的人口为10人。

## 人口
里人口变化图示